# Campionati europei di pattinaggio di velocità 2010
I Campionati europei di pattinaggio di velocità 2010 sono stati la 104ª edizione della manifestazione. Si sono svolti dal 9 al 10 gennaio 2010 a Hamar, in Norvegia.

## Podi

### Uomini
| Evento              | Oro         | Punti   | Argento       | Punti   | Bronzo       | Punti   |
| Allround (dettagli) | Sven Kramer | 150.227 | Enrico Fabris | 150.776 | Ivan Skobrev | 152.178 |

### Donne
| Evento              | Oro               | Punti   | Argento    | Punti   | Bronzo                 | Punti   |
| Allround (dettagli) | Martina Sáblíková | 162.825 | Ireen Wüst | 164.204 | Daniela Anschütz-Thoms | 165.343 |